# Wikipedia tiếng Bengal
Wikipedia tiếng Bengal là một phiên bản Wikipedia, một bách khoa toàn thư mở.